# Pacific Strike
Bei Pacific Strike handelt es sich um eine historische Flugsimulation, die 1994 von der Firma Origin veröffentlicht wurde. Das Spiel gleicht dem inoffiziellen Vorgänger Strike Commander, vor allem weil die Grafikengine und ein weiter Teil der Programmierung von Strike Commander übernommen wurde. Chefentwickler war Will McBurnett.

## Handlung

### Handlungsverlauf
Die Handlung ist in der Zeit zwischen 1941 und 1945 angesiedelt. Im Intro zum Spiel wird der japanische Angriff auf Pearl Harbor am 7. Dezember 1941 gezeigt, die Handlung des Spiels schließt unmittelbar daran an. Der Spieler schlüpft in die Rolle eines namentlich nicht genannten Helden und muss in der ersten Mission mit seinem Kameraden vom Flugplatz Ewa aus in einer Grumman F4F 'Wildcat' die anfliegenden Japaner bekämpfen und anschließend das Schlachtschiff Nevada vor der Versenkung bewahren. Die Navy wird aufgrund seiner fliegerischen Leistungen auf ihn aufmerksam und verlegt ihn und seinen Kameraden auf den Flugzeugträger Enterprise.
Der Spieler muss nun unterschiedliche Missionen absolvieren, die größtenteils einen historischen Hintergrund haben. Nachgestellt werden u. a. der Doolittle Raid, die Schlacht um Midway, die Schlacht um Guadalcanal, die Schlacht um die Nördlichen Salomonen, die Gefechte bei Truk, Rabaul, Guam und Iwo Jima. Vom Erfolg der Missionen ist auch die Entwicklung des Spiels abhängig. Absolviert man die Missionen erfolgreich, kommt es zu einem früheren Kriegsende und zur Kapitulation Japans. Misslingen zu viele Missionen kann dies zum Rückzug der Amerikaner aus dem Pazifik führen. Für den Fall eines amerikanischen Erfolges ist der Abwurf der Atombombe auf Hiroshima abhängig vom Erfolg oder Misserfolg der letzten Mission, bei dem der Spieler das Hauptquartier des Oberbefehlshabers des japanischen Militärs zerstören soll, um so die Regierung zu einer Kapitulation zu bewegen.

### Handbuch
Auch bei Pacific Strike hat die Firma Origin viel Wert auf ein gutes Handbuch gelegt. Das fast 100 Seiten umfassende Buch beinhaltet neben der Tastaturbelegung auch einen historischen Überblick, eine Auflistung der Flugzeugtypen und Schiffe mit Bildern und Zusatzinformationen sowie wichtige Informationen über Flugtechniken, Flugmanöver und Angriffs- und Verteidigungstaktiken. Obwohl das Spiel nur in englischer Sprache vertrieben wurde, gab es für den deutschen Markt ein übersetztes Handbuch.

## Spielprinzip
Wie schon bei Strike Commander sind die Missionen in eine Rahmenhandlung eingebettet. Zusätzlich erhält man von Besatzungsmitgliedern weitere Informationen und Meinungen zum Kriegsverlauf.
Der Spieler muss sämtliche Missionstypen fliegen. Luftangriff, Luftabwehr, Angriff auf feindliche Schiffe und auf Stellungen an Land. Anfangs sind sowohl die Funktion innerhalb des Geschwaders als auch der Flugzeugtyp vorgegeben, nach einer Beförderung ist dem Spieler die Wahl des Flugzeuges und der Waffen freigestellt. Nach einer weiteren Beförderung muss sogar der Einsatz des Personals und der Flugzeuge für den Einsatz selbst bestimmt werden.
Auch bei Pacific Strike kommt die RealSpace-Engine zum Einsatz. Diese Engine erlaubte mittels Gouraud-Shading und Texture-Mapping auch schon bei Strike Commander die Darstellung realistisch wirkender Umgebungen.
Zusätzlich zum Hauptprogramm wurde das „Speech Pack“ als Erweiterung veröffentlicht. Dies erweiterte den Flug und einige wichtige Zwischensequenzen mit digitaler Sprachausgabe.
Im Gegensatz zu anderen Titeln wurde Pacific Strike nie auf CD veröffentlicht, eine komplette Sprachausgabe wurde für das Spiel auch nie umgesetzt.

## Flugzeuge
Anfangs kommen drei Flugzeuge zum Einsatz:
- Grumman F4F Wildcat, Jagdflugzeug
- Douglas SBD Dauntless, Sturzkampfflugzeug
- Douglas TBD Devastator, Torpedobomber

Aufgrund technischer Entwicklungen wird das Geschwader im Laufe des Spiels durch neuere Flugzeugtypen ergänzt oder bisherige Muster ersetzt:
- Grumman F6F Hellcat, Jagdflugzeug
- Grumman TBF Avenger, Torpedobomber
- Curtiss SB2C Helldiver, Sturzkampfflugzeug
- Chance Vought F4U Corsair, Jagdflugzeug
- Grumman F8F Bearcat, Jagdflugzeug

Als Gegner auf der japanischen Seite kommen vorwiegend die Typen Nakajima B5N Kate, Mitsubishi A5M Claude, Mitsubishi A6M Zero, Nakajima B6N Jill, Aichi D3A Val und Yokosuka D4Y Judy zum Einsatz.

## Rezensionen
PC Games: 90 % (06/94) „Schon beim Intro hat man mehr das Gefühl, einen Spielberg-Film zu sehen, als einen Flugsimulation zu spielen.“